# Перечицы
Перечицы — деревня в Толмачёвском городском поселении Лужского района Ленинградской области.

## История
Впервые упоминается в Писцовой книге Водской пятины 1500 года, как село Передчицы в Никольском Бутковском погосте Новгородского уезда.
Деревня Перечицы обозначена на карте Санкт-Петербургской губернии Ф. Ф. Шуберта 1834 года.

ПЕРЕЧИЦЫ — село, в оном:

а) церковь деревянная во имя Св. Великомученика Георгия 

б) господские дома, 1-й принадлежит поручице Елисавете Боровской, число жителей по ревизии: 16 м. п., 17 ж. п.

2-й, принадлежит титулярному советнику Ивану Козловскому, число жителей по ревизии: 28 м. п., 30 ж. п.

3-й, принадлежит помещице Фёдоровой и дочери её майорше Пущиной, жителей по ревизии: нет; чиновнику 8-го класса Кузминскому: 7 м. п., 9 ж. п.; капитанше Анне Ивановой: 1 м. п., 2 ж. п. (1838 год)

Согласно карте профессора С. С. Куторги 1852 года деревня называлась Перевицы.

ПЕРЕЧЕЦЫ — село князя Оболенского, по просёлочной дороге, число дворов — 10, число душ — 47 м. п. (1856 год)

ПЕРЕЧИЦЫ — село владельческое при реке Оредеже, число дворов — 22, число жителей: 68 м. п., 67 ж. п.; Церковь православная. (1862 год)

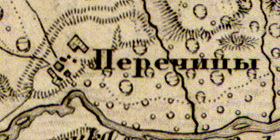
Село Перечицы на карте 1863 года

В 1875—1876 годах временнообязанные крестьяне деревни выкупили свои земельные наделы у Н. А. Оболенского и стали собственниками земли.
Сборник Центрального статистического комитета описывал его так:

ПЕРЕЧИЦЫ — село бывшее владельческое при реке Оредеже, дворов — 20, жителей — 119; волостное правление, церковь православная, лавка. (1885 год)

Согласно материалам по статистике народного хозяйства Лужского уезда 1891 года, мыза Перечицы площадью 210 десятин принадлежала жене потомственного почётного гражданина А. А. Каменской, мыза была приобретена частями в 1885 и 1887 годах за 32 000 рублей. В ней были: фруктовый сад, парники, оранжереи, кузница и мельница с конным приводом. Вторая мыза Перечицы площадью 701 десятина принадлежала ротмистру В. А. Оболенскому, мыза была приобретена частями в 1875 и 1887 годах, в ней была кузница и 8 дач, сдаваемых в аренду.
В XIX — начале XX века село административно относилось к Перечицкой волости 1-го земского участка 1-го стана Лужского уезда Санкт-Петербургской губернии.
По данным «Памятной книжки Санкт-Петербургской губернии» за 1905 год, 690 десятин земли в Перечицах принадлежали статскому советнику Владимиру Андреевичу Оболенскому, и ещё 20 десятин — почётному гражданину Николаю Алексеевичу Ефимову.
С 1917 по 1924 год деревня Перечицы находилась в составе Гобжицкого сельсовета.
С 1924 по 1928 год — в составе Замошского сельсовета.
С 1928 года — в составе Перечицкого сельсовета.
По данным 1933 года село Перечицы являлось административным центром Перечицкого сельсовета Лужского района, в который входили 10 населённых пунктов: деревни Баньково, Бараново Замошье, Большое Замошье, Гобжицы, Малое Замошье, Пустое Замошье, хутора Глубокий Ручей, Далеково, Межник и село Перечицы, общей численностью населения 1008 человек.
По данным 1936 года в состав Перечицкого сельсовета входили 8 населённых пунктов, 227 хозяйств и 4 колхоза.
C 1 августа 1941 года по 31 января 1944 года деревня находилась в оккупации.
В 1961 году население деревни составляло 166 человек.
По данным 1966 года деревня Перечицы также входила в состав Перечицкого сельсовета.
По данным 1973 и 1990 годов деревня Перечицы входила в состав Каменского сельсовета.
В 1997 году в деревне Перечицы Каменской волости проживали 94 человека, в 2002 году — 113 человек (русские — 95 %).
В 2007 году в деревне Перечицы Толмачёвского ГП проживали 73 человека.

## География
Деревня расположена в восточной части района на автодороге 41К-249 (Жельцы — Торковичи).
Расстояние до административного центра поселения — 9 км. Расстояние до районного центра — 25 км.
Ближайшая железнодорожная станция — Толмачёво.
Деревня находится на правом берегу реки Оредеж, близ устья реки Чёрной.

## Демография
| 1838 | 1862 | 1885 | 1961 | 1997 | 2007 | 2010 |
| ---- | ---- | ---- | ---- | ---- | ---- | ---- |
| 110  | ↗135 | ↘119 | ↗166 | ↘94  | ↘73  | ↘51  |
| 2017 |      |      |      |      |      |      |
| ↗74  |      |      |      |      |      |      |

## Улицы
Дачная, Загородная, Коммунаров, Лесная, Набережная, Новая, Оболенских, Парковая, Садовая, Совхозная, Центральная.

## Садоводства
Зачеренье.